# Chiba TV

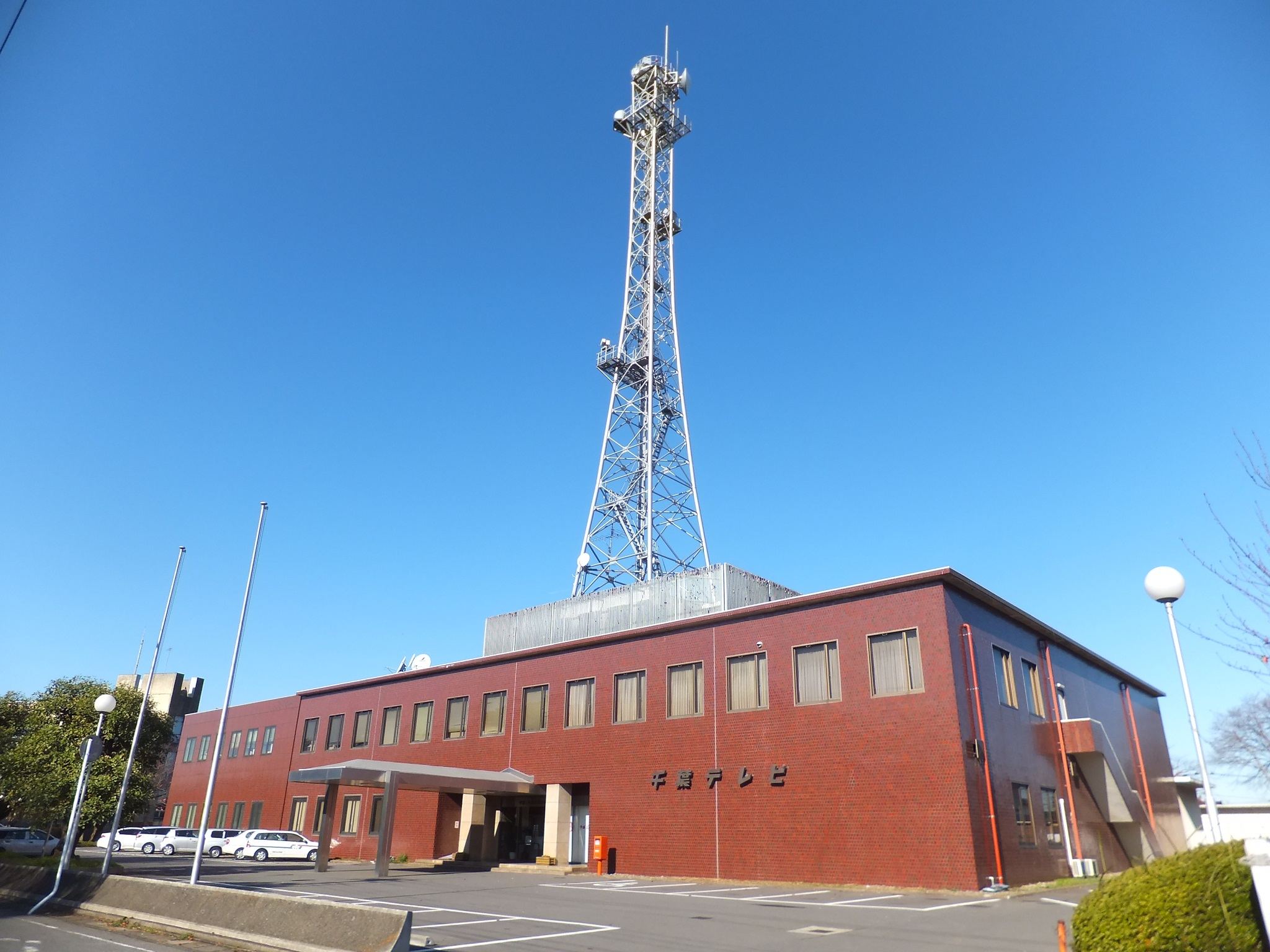
Sede da empresa (10 de dezembro de 2011)

Chiba Television Broadcasting Corporation (CTC) (千葉テレビジョン放送株式会社, Chiba Terebijon Hōsō Kabushiki-gaisha), conhecida como   Chiba TV (チバテレビ), é um canal de televisão japonês. Foi fundado em 28 de janeiro de 1970, sendo que sua primeira transmissão ocorreu em 1 de maio de 1971.